# Luke Pegler
Luke Pegler es un actor australiano, conocido por haber interpretado a Dane Canning en la serie Neighbours.

## Carrera
En el 2006 se unió al elenco principal de la película See No Evil donde interpretó al joven Michael Montross, quien junto a un grupo de delincuentes son llevados por los oficiales Frank Williams (Steven Vidler) y Blaine (Corey Parker Robinson) para limpiar el abandonado hotel Blackwell con el fin de convertirlo en un refugio para indigentes, sin embargo pronto el grupo de delincuentes y oficiales tienen que luchar por sobrevivir del psicópata solitario, Jacob Goodnight (Kane).
En el 2008 se unió como personaje recurrente en la serie Packed to the Rafters donde interpretó a Daniel Griggs, el exnovio adicto y agresivo de Rachel Rafter (Jessica Marais).
En el 2009 interpretó a Jasper un paciente que tiene problemas con el doctor Elliot Parker (Jonathan Wood) en la serie All Saints. Ese mismo año apareció en Sea Patrol donde interpretó a Hammil, un joven quien junto a su amigo Fennelly son descubiertos por los oficiales en su barco fumando cocaína.
En el 2010 apareció como invitado en la serie Rescue Special Ops donde interpretó al nuevo paramédico Gary "Bingo" Bing, sin embargo su personaje muere después de que un coche lo chocara.
En el 2011 se unió al elenco recurrente de la exitosa serie australiana Neighbours donde interpretó a Dane Canning, el primo de Kyle Canning.
En el 2012 se unió al elenco recurrente de la serie Spartacus: Vengeance donde interpretó de nuevo al militar romano Marcus, oficial del ejército romano de Gaius Claudius Glaber (Craig Parker). Ese mismo año se unió al elenco recurrente de la serie Underbelly: Badness donde interpretó a Luke Rankin.
El 3 de junio de 2015 se unió al elenco recurrente de la popular serie australiana Home and Away donde da vida al neurocirujano Sean Gleeson, el exnovio de Hannah Wilson.

## Filmografía

### Series de televisión
| Año         | Serie                        | Personaje         | Notas                                      |
| ----------- | ---------------------------- | ----------------- | ------------------------------------------ |
| 2015        | Home and Away                | Dr. Sean Gleeson  | 10 episodios                               |
| 2012        | Underbelly: Badness          | Luke Rankin       | 2 episodios                                |
| 2012        | Spartacus: Vengeance         | Marcus            | 5 episodios                                |
| 2011        | Neighbours                   | Dane Canning      | 21 episodios                               |
| 2011        | Spartacus: Gods of the Arena | Marcus            | 6 episodios                                |
| 2010        | Cops: L.A.C.                 | Brad Chandler     | episodio "Ladies's Night"                  |
| 2010        | Rescue Special Ops           | Gary "Bingo" Bing | 5 episodios                                |
| 2009        | All Saints                   | Jasper            | episodio "Yesterday, Today and Tomorrow 2" |
| 2008 - 2009 | Packed to the Rafters        | Daniel Griggs     | 8 episodios                                |
| 2009        | Sea Patrol                   | Hammil            | episodio "Pearls Before Swine"             |
| 2008        | The Strip                    | Simon Yeldham     | episodio # 1.1                             |
| 2001        | Wild Kat                     | Alex              | 3 episodios                                |

### Películas
| Año  | Título         | Personaje             | Notas |
| ---- | -------------- | --------------------- | --- |
| 2016 | Hacksaw Ridge  | Milt "Hollywood" Zane | junto a Teresa Palmer, Hugo Weaving, Andrew Garfield, Sam Worthington, Vince Vaughn, Luke Bracey y Rachel Griffiths |
| 2008 | Fool's Gold    | Young                 | junto a Matthew McConaughey, Kate Hudson y Roger Sciberras                                                          |
| 2007 | The Condemned  | Baxter                | junto a Steve Austin, Vinnie Jones, Robert Mammone, Manu Bennett y Madeleine West                                   |
| 2006 | See No Evil    | Michael Montross      | junto a Kane, Samantha Noble, Rachael Taylor, Penny McNamee y Craig Horner                                          |
| 2005 | The Great Raid | Soldado Miller        | junto a Robert Mammone, Mark Consuelos, Craig McLachlan, Sam Worthington y Christopher Morris                       |
| 2005 | Punch Drunk    | -                     | corto |
| 2003 | Gettin' Square | Joey Wirth            | junto a Sam Worthington, David Wenham, Timothy Spall, Freya Stafford, Gary Sweet y David Field                      |